# Tom Scott (musiker)

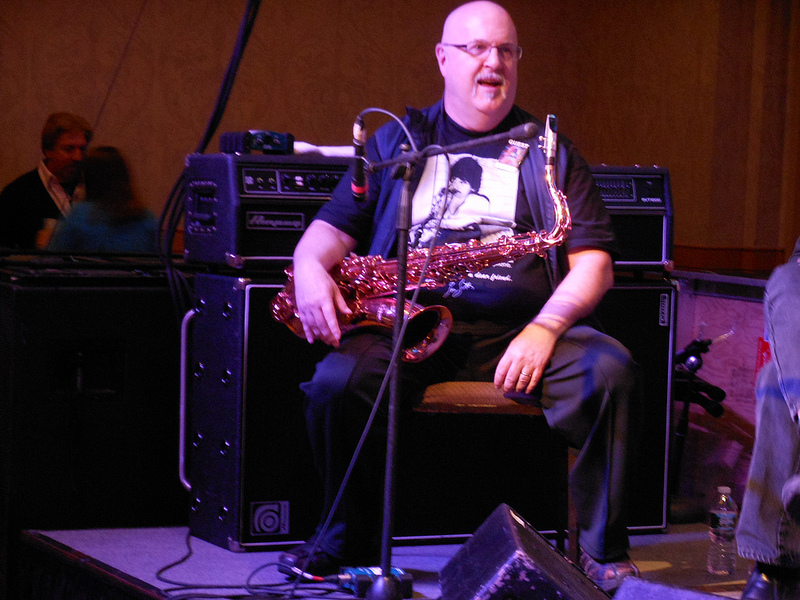
Tom Scott, 2013.

Tom Scott, född 19 maj 1948 i Los Angeles, Kalifornien, är en amerikansk saxofonist, kompositör och arrangör. Under 1970-talet ledde han jazzfusiongruppen L.A. Express. Scott har medverkat på mängder med inspelningar av olika artister så som Wings, Steely Dan, Blondie, Rod Stewart, Joni Mitchell, Carole King, Pink Floyd och Richard Marx.
Han var medlem i The Blues Brothers och komponerade även musik för amerikanska TV-serier. Han har gjort temamusiken till Starsky och Hutch och San Francisco. Han spelade låten "I Still Can't Sleep" till filmen Taxi Drivers soundtrack.

## Diskografi, urval
- Tom Scott and The L.A. Express, 1973
- Tom Cat, 1974
- New York Connection, 1976
- Them Changes, 1990
- Born Again, 1992
- Reed My Lips, 1993
- Smokin' Section, 1999
- Bebop United, 2006